# Usedlost čp. 171 (Čistá)
Usedlost čp. 171 v Čisté v okrese Svitavy je roubená stavba, jedna z nejstarších dochovaných vesnických usedlostí na Svitavsku. Od roku 2014 je chráněná jako národní kulturní památka.

## Historie domu
Podle písemných pramenů je usedlost uváděna při prodeji v roce 1605. Noví majitelé rod Rychtářů vlastnila usedlost až do roku 1775, kdy přešla na Mathesa Květenského, zetě Tomáše Richtera. V usedlosti se narodil Josef Květenský (1799–1866) poslanec Říšského sněmu. V roce 1874 byla usedlost prodána Johanu a Rosálii Andrlíkovým. Usedlost byla do roku 1978 obývána. V roce 1978 byl na dům vydán demoliční výměr. Usedlost vlastní manželé Syroví, kteří usedlost rekonstruují.

## Popis
Dům je z větší části roubený, patrový, který je krytý sedlovou střechou se strmým kabřincem. Lichoběžníkový štít pod kabřincem je bedněný. Dům je na podezdívce částečně podsklepený.
Ze síně se vstupuje do obytné místnosti o rozměrech 5 x 6 m, jejíž výška je 3,23 m. Povalový strop je uprostřed podepřen hraněným okoseným trámem. Obytná místnost má dochované atributy dýmné jizby ze 16. století. Vedlejší místnost je zděná, zaklenutá valeně ve třech pásech. V místnosti je pec se zděným komínem, sloužila jako kuchyně. Zadní komora má sedlové portály ze 17. století. Dendrochronologické průzkumy datují kácení dřeva pro povaly do roku 1583. Pozdější přestavbu dendrochronologický průzkum datuje do roku 1692.